# Nela Jiráková
Nela Jiráková (* 14. května 1999 Kladno) je česká florbalistka, reprezentantka, bronzová medailistka z Mistrovství světa 2023 a vicemistryně Česka a Švýcarska. V nejvyšších florbalových soutěžích Česka, Švýcarska a Švédska působí od roku 2016.

## Klubová kariéra
Jiráková s florbalem začínala v rodném městě v klubu Kanonýři Kladno, kde do dorosteneckého věku hrála v mužských kategoriích.
V juniorském věku přestoupila do klubu Florbal Chodov, za který hned od sezóny 2016/2017 začala hrát v Extralize. V následujících dvou sezónách 2017/2018 a 2018/2019 získala s týmem dva vicemistrovské tituly.
Z Chodova odešla v roce 2020 společně se spoluhráčkou Martinou Řepkovou do švýcarské National League A do klubu Piranha Chur. V Churu získaly v sezóně 2021/2022 ligové stříbro. Následně přestoupila do Švédské Superligy do klubu Endre, se kterým v prvních dvou sezónách 2022/2023 a 2023/2024 skončila ve čtvrtfinále. V týmu se stala nejproduktivnější obránkyní a prodloužila smlouvu na další rok.

## Reprezentační kariéra
Jiráková reprezentovala na juniorském mistrovství v roce 2016.
S ženskou reprezentací se zúčastnila čtyř mistrovství světa mezi lety 2017 a 2023. Na Euro Floorball Tour (EFT) v září 2023 s českým týmem poprvé v historii porazily Švédsko. V říjnu na dalším EFT nastoupila do zápasu s Finskem poprvé jako kapitánka. Na mistrovství ve stejném roce získaly po 12 letech historicky druhý český bronz, ke kterému Jiráková přispěla jako nejlepší nahrávačka týmu. Asistovala mimo jiné na dva góly v zápase o třetí místo.
| Umístění         | Soutěž                                           |
| ---------------- | ------------------------------------------------ |
| 4.               | Mistrovství světa ve florbale žen do 19 let 2016 |
| 4.               | Mistrovství světa ve florbale žen 2017           |
| 4.               | Mistrovství světa ve florbale žen 2019           |
| 4.               | Mistrovství světa ve florbale žen 2021           |
| Bronzová medaile | Mistrovství světa ve florbale žen 2023           |

## Ocenění
V letech 2017 a 2018 byla vyhlášena za českou juniorku sezóny.